# Битка код Њуберија (1644)
Друга битка код Њуберија водила се 27. октобра 1644. између ројалиста и снага Парламента у енглеском грађанском рату. Завршена је без победника.

## Позадина
Сазнавши за успешан устанак и победе ројалиста у Шкотској под вођством Монтроза, краљ Чарлс, чија се војска делимично опоравила од пораза код Марстон Мура, одлучио је у септембру 1644. да крене на Лондон и натера Парламент на мир. У опасности, Парламент је подигао велику војску за одбрану Лондона, поверивши команду грофу Едварду од Манчестера, заменику врховног заповедника Роберта Есекса, који се опорављао од болести.

## Битка
Друга битка код Њуберија била је прва велика маневарска битка у енглеским грађанским ратовима. Топографски врло повољне и јако поседнуте положаје ројалиста (око 10.000 људи) код Њуберија у Беркширу, снаге Парламента, иако бројно надмоћније, нису могле освојити фронталним нападима. Одлучено је зато да се изврши обилазак главнином у великом луку, и тако ројалисти нападну са две стране истовремено. Но, и поред тога што су снаге Парламента које које су вршиле обилазак имале успеха, њихов план није остварен због неефикасног садејства снага предвиђених за фронтални напад. Користећи се великим међупросторима у распореду армије Парламента, снаге ројалиста неометано су се ноћу повукле у правцу Оксфорда.

## Последице
После битке, Оливер Кромвел је у Парламенту јавно напао грофа од Манчестера (који је замењивао одсутног Роберта Есекса) и оптужио га за пасивност и кукавичлук-што је дозволио краљу да се неометано повуче, убедивши већину да се битка могла добити уз боље и агресивније вођство. Кромвелова иницијатива у Парламенту довела је до смене врховног заповедника и војних реформи-формирања Војске новог обрасца.